# Ulrike Trautwein
Ulrike Trautwein (* 25. Dezember 1958 in Limburg an der Lahn) ist eine evangelische Theologin. Sie war von 2013 bis 2024 Generalsuperintendentin für den Sprengel Berlin der Evangelischen Kirche Berlin-Brandenburg-schlesische Oberlausitz (EKBO).

## Leben und Wirken
Ulrike Trautwein studierte an den Universitäten Mainz und Marburg evangelische Theologie. Nach dem Vikariat in Gießen und an der Erziehungswissenschaftlichen Fakultät der Friedrich-Alexander-Universität Erlangen-Nürnberg war sie von 1987 bis 1998 Pfarrerin in Laubach. Seit 1989 ist sie Autorin für Verkündigungssendungen im Hessischen Rundfunk.
Im Jahr 1998 wechselte Trautwein in die Gemeinde Bockenheim in Frankfurt am Main. Von 2003 bis 2011 war sie Mitglied der Synode der Evangelischen Kirche in Deutschland.
Am 29. Mai 2011 wurde Trautwein zur Generalsuperintendentin für den Sprengel Berlin der Evangelischen Kirche Berlin-Brandenburg-schlesische Oberlausitz gewählt und trat am 1. Dezember 2011 das Amt an. Am 26. November 2011 wurde sie in einem Gottesdienst in der Kaiser-Wilhelm-Gedächtniskirche in Berlin-Charlottenburg von Bischof Markus Dröge in ihr Amt eingeführt. Trautwein war damit Regionalbischöfin für etwa 700.000 evangelische Christen in 12 Kirchenkreisen in Berlin und der nächsten Umgebung. Zum Ende des Jahres 2024 trat sie in den Ruhestand.
Trautwein ist die Tochter des Theologen und Liederdichters Dieter Trautwein und von Ursula Trautwein. Sie ist seit 1986 mit dem Pfarrer Reinhold Truß-Trautwein verheiratet, der von 2013 bis 2023 Senderbeauftragter der EKD für Deutschlandradio und Deutsche Welle war. Sie hat eine Tochter.